# Trafikkalfabetet
Il Trafikkalfabetet è un carattere tipografico senza grazie utilizzato nei segnali stradali norvegesi.